# L'Anunciació Friedsam
L'Anunciació Friedsam, exposada al Metropolitan Museum of Art de Nova York, és una pintura realitzada per l'artista flamenc Petrus Christus. Realitzada en oli sobre taula de roure cap al 1450. Representa el tema de l'Anunciació de l'arcàngel Gabriel a Maria.
Havia estat atribuïda a Jan i Hubert van Eyck. Possiblement és un fragment d'un quadre molt més gran, ja que es troba retallat per tres dels seus costats.
Aquesta Anunciació transforma la narració lacònica de la Bíblia en una mena de poema visual o himne. L'àngel porta les vestidures litúrgiques d'un sacerdot, i la Mare de Déu està a l'abric de la porta d'una església que és part romànica (dreta) i part gòtica (esquerra), fent referència a l'antítesi entre el judaisme i el cristianisme.
L'obra té força característiques provinents de la pintura de Jan van Eyck, si bé l'historiador i expert en pintura flamenca Erwin Panofsky, qui pensava que era Van Eyck l'autor, connecta aquesta obra directament amb l'Anunciació de Melchior Broederlam i amb les miniatures del Llibre d'hores de Boucicaut que ja havia estat font d'inspiració de Van Eyck per a la seva Anunciació de 1434.

## Dades de context

### L'autor
Petrus Christus (Baarle-Hertog, circa. 1410/1415 - Bruges, 1472/1473) fou un pintor de l'escola dels primitius flamencs actiu a Bruges des de 1444. Els temes de la seva obra se situen dins de les obres religioses i profanes. Tot i ser considerat un seguidor de l'estil de Jan van Eyck, no va coincidir amb ell a Bruges, on va arribar després de 1441, data de la mort del mestre.
Christus es va decantar per mantenir l'espai i el volum eyckians mentre restava importància a la continuïtat rítmica i la precisió lineal, reduint les complexitats del model Van Eyck a superfícies planes i simples. Va transformar el llenguatge dels mestres a un nivell més planer i casolà, sense actituds heroiques i assequible per aquells que, com ell, provenien del nord menys desenvolupat. Va deixar d'aplicar la complexa simbologia religiosa amagada en els detalls de les obres dels seus predecessors, un signe de clara modernitat.
Va fer una aportació molt important amb la correcta utilització de la perspectiva lineal, amb un únic punt de fuga central, aconseguint la representació d'un espai pictòric lògic. Va ser el primer dels primitius flamencs en utilitzar aquest tipus de perspectiva.

### Relació de l'obra amb la seva època històrica
L'obra va ser pintada a Flandes durant el segle xv. En aquesta època existeix una societat avançada, amb una economia basada en els productes tèxtils de luxe i en el comerç, afavorit per l'excel·lent situació estratègica de la regió: per allà hi passaven les grans rutes comercials terrestres que anaven des d'Itàlia i França cap a l'Atlàntic nord —Anglaterra i països nòrdics— i les rutes marítimes que anaven del mar del Nord al Cantàbric. A la burgesia flamenca li agradava el luxe i l'art, d'acord amb el desenvolupament dels seus interessos econòmics i intel·lectuals. Aquestes obres anaven destinades al propi gaudi, és a dir, era per tenir-les i lluir-les a casa o bé a les seves capelles privades, en el que s'anomena la «pintura de devoció». Per aquest motiu es considerava que la pintura era una tècnica ideal, manejable, barata i adequada per a reflectir els gustos burgesos.

### L'estil
L'obra està realitzada dins l'estil dels primitius flamencs. L'escola flamenca de pintura va ser una de les més importants del món, des dels seus inicis al segle XV fins al segle xviii. Per distingir aquest període primerenc del segle XV es fa servir la denominació d'«Escola dels Primitius Flamencs». Aquesta escola acostumava a pintar quadres de temàtica religiosa, que tractaven com a escenes costumistes, encara que també van desenvolupar el retrat i el paisatge. Utilitzaven la tècnica a l'oli i el seu estil es caracteritzava per la minuciositat, el detall en la reproducció d'objectes, el naturalisme i l'amor al paisatge. Entre els artistes més importants d'aquesta escola destaquen Robert Campin —autor d'aquesta obra—, Jan van Eyck, Roger van der Weyden —deixeble de Campin— i Petrus Christus. A Catalunya cal citar la influència d'aquest estil en Lluís Dalmau, autor de la Mare de Déu dels Consellers després d'haver treballat al taller de Jan van Eyck.
L'Anunciació Friedsam és una pintura a l'oli. Vasari va atribuir el descobriment d'aquesta tècnica a Jan van Eyck, tot i que posteriorment va quedar demostrat que no va ser així, ja que l'ús de l'oli com a vehicle dels pigments ja s'utilitzava en obres pictòriques del segle xiii. El que sí que és destacable és el fet que Van Eyck transformés aquesta tècnica en un procediment d'una gran perfecció, emprant l'oli de llinosa amb altres dissolvents i vernissos que, aplicat en veladures, aconseguia l'assecament de les capes i facilitava les correccions.

## Tema
Es representa el tema de l'Anunciació, l'aparició de l'arcàngel Gabriel per comunicar a la Verge Maria que seria mare de Jesús, encara que no hagués tingut relacions sexuals, sinó que concebria un fill per obra de l'Esperit Sant. Ha esdevingut una escena clàssica per a l'art europeu.
La primera versió de la història apareix a l'evangeli de Sant Lluc［Lc 1:26-38］. També apareix l'escena als evangelis apòcrifs i a l'Alcorà.
Del text bíblic són especialment conegudes les primeres paraules de l'arcàngel i la resposta de Maria, que apareixen representades de forma rellevant dins de l'obra.
| « | .... «Déu te guard, plena de gràcia, el Senyor és amb tu». .............. «Vet aquí l'esclava del Senyor; que es faci en mi segons la teva paraula»............ | » |

## Història
L'obra va ser atribuïda durant molt de temps a Hubert o Jan van Eyck, una opinió liderada a finals dels anys 1950 per l'especialista en pintura flamenca Erwin Panofsky amb el suport d'altres experts com Erik Larsen. Altres investigadors, com Max Friedländer havien defensat l'autoria de Petrus Christus, i fins i tot s'havia especulat amb el fet que es tractés d'una còpia d'una obra perduda de Van Eyck feta per Christus després de 1430. El 1968, John L. Ward va acabar certificant l'autoria a favor de Petrus Christus, després de fer estudis més detallats.
El quadre va ser retallat per dalt, per baix i pel costat esquerre, un fet que ha portat a considerar que podria tractar-se d'una part d'una obra més gran.
El primer propietari conegut va ser el príncep de Charleroi; durant el segle xix va estar a Anvers en mans de J. J. van Hal, i des de 1836, va ser propietat de C. J. Nieuwenhuys de Brussel·les; l'any 1860 va ser comprat per un tal monsieur Parent, de París, i el 1926 la seva neta i comtessa O'Gorman ho va vendre. En el mateix any va ser propietat successivament d'Allen Loebl, Philip Lehman, i Kleinberger, de Nova York. Aquell mateix any va ser venut a Michael Friedsam per 65.000 dòlars. Friedsam va llegar el seu patrimoni al Metropolitan a la seva mort.

## Descripció i simbologia
L'escena està situada a l'exterior d'un temple, davant de la seva porta, on està situada la Mare de Déu mentre l'àngel es troba a l'exterior, una composició estranya en la pintura flamenca, ja que és més habitual ubicar els personatges dins d'un entorn domèstic, com al Tríptic de Mérode de Robert Campin o el Tríptic de l'Anunciació de Rogier van der Weyden, o bé dins d'una església, com a l'Anunciació de Van Eyck. El cas més proper era L'Anunciació de Melchior Broederlam on l'àngel és a l'exterior de l'església i la Mare de Déu sota una mena de porxo eclesiàstic, asseguda i llegint.
Tot el conjunt està captat des d'un punt de vista elevat respecte als personatges, aproximadament a l'altura de la llinda de la porta de l'església. Aquest és un fet inusual a la pintura d'aquest període, si bé n'hi ha un precedent a La Nativitat de Robert Campin. A l'obra de Campin és visible la línia de l'horitzó, un detall que a aquesta anunciació no és visible a causa del seu escapçament.
L'escena es produeix al mig d'un petit jardí parcialment tancat per un mur curvilini clarament mal mantingut, igual que el mateix jardí que està cobert d'herbes i en el qual hi ha algunes plantes identificables. L'espai del jardí ocupa el terç esquerre del quadre.
És una representació de l'escena de l'hortus conclusus del Càntic dels Càntics［Càntic 4:12］, una iconografia medieval sobre la perpètua virginitat de Maria, un tema al qual ja havia fet referència Fra Angelico a la seva Anunciació de Florència datada entre 1437-1446.
Darrere de la Mare de Déu es percep l'interior poc il·luminat de l'església. A la seva dreta, mig amagat per l'arquivolta de la portalada, hi ha un gerro amb lliris blancs, símbol de la puresa de Maria. Es pot observar parcialment el terra de l'interior de l'església, decorat amb rajoles policromes. A la dreta de la Mare de Déu, prop del gerro amb lliris, hi ha una rajola amb la lletra «A» i a l'altre extrem s'hi observa una «M», les inicials de «Ave Maria». A l'esglaó d'entrada, just davant dels peus de Maria, hi ha una inscripció amb el text «REGINA CELI LET[ARE]» (la Reina del cel s'alegra!).
Si l'interior del temple resta ocult a la mirada de l'espectador, la seva façana centra l'atenció i recull bona part de la iconografia. Així, tot i tractar-se majoritàriament d'una arquitectura gòtica, com a altres espais eclesiàstics de l'època, en aquest cas s'inclouen elements romànics a la seva meitat esquerra. La presència dels dos estils, cronològicament contigus, fan referència a l'antítesi entre judaisme i cristianisme, entre Antic i Nou testament. Aquest recurs havia estat utilitzat a començaments del segle xv per Guerau Gener al retaule de Santes Creus, avui a la catedral de Tarragona.
Al costat dret de la Mare de Déu, el destre, hi ha l'arquitectura gòtica i al costat esquerre, el sinistre, es mostra la part romànica.
La meitat gòtica és més visible i compta amb finestres, una simbologia de la llum divina. El contrafort gòtic del portal, és més ample i treballat i està rematat per una figura decorativa anomenada en flamenc Kruisbloeme (flor de la creu). Al contrafort de l'extrem de l'edifici neixen unes herbes amb flors blanques, un altre cop una representació de la puresa.
Al costat romànic, l'estructura del contrafort és simple, cilíndrica i acabada en una imposta amb una mènsula amb forma de simi, de clares connotacions negatives i que es relacionava amb la figura d'Eva com a causant del pecat original, en contrast amb Maria, la «nova Eva», que iniciava el camí per a aniquilar els pecats antics.
A sobre de la imposta arranquen dues columnes de pòrfir que simbolitzen les columnes del temple de Jerusalem anomenades Jaquin i Bóaz ［1 Reis 7:21］.
Al timpà de la porta hi ha una fornícula que està buida per a poder allotjar una imatge del Salvador encara no nascut, en clara al·lusió a la definició de Jesús com a «pedra angular» tal com s'esmenta a Salms 118:22.

### Els personatges
Panofsky manté que l'autor (segons ell, Jan van Eyck) s'havia inspirat en Melchior Broederlam i en el Llibre d'hores de Boucicaut que ja havia estat font d'inspiració de Van Eyck per a la seva Anunciació de 1434.
La Mare de Déu està situada al centre de la portalada d'una església mentre l'arcàngel Gabriel es troba a l'exterior en una posició menys elevada, de forma contrària a altres obres contemporànies on la Mare de Déu acostuma a adoptar una actitud de més submissió, de major humilitat. L'àngel dirigeix la seva mirada cap a Maria i aquesta alça la vista amunt. Com és habitual en aquesta escena, Maria porta un llibre d'hores a la mà, com si hagués estat sorpresa llegint a l'interior del temple i hagués sortit a rebre l'àngel a l'exterior.
Entre ambdós i en una posició més elevada es troba el missatge de Déu que es mostra en l'enviament del colom, símbol de l'Esperit Sant irradiant feixos de llum en presència de Maria. A l'Anunciació de Van Eyck i a la de Campin, de l'Esperit Sant surten set rajos representant els set dons de l'Esperit Sant, però en aquesta obra només se n'observen tres.
El color dels mantells de l'àngel i Maria són vermell i blau respectivament, tal com succeeix a L'Anunciació de Broederlam i al Llibre d'hores de Boucicaut. La vestimenta de Maria està fistonada amb perles; l'àngel Gabriel porta un ceptre i vesteix una capa pluvial brodada amb or i un fermall que la tanca. Les seves ales són policromes com a l'Anunciació de Van Eyck o al Tríptic de Mérode. La posició dels personatges i de les seves mans recorda l'Anunciació en grisalla de Van Eyck que hi ha al museu Thyssen-Bornemisza.

### Altres obres contemporànies amb influències sobre aquesta obra
- Llibre d'hores de Boucicaut
- L'Anunciació i la Visitació de Melchior Broederlam, font d'inspiració segons l'historiador Panofsky.
- L'Anunciació de Van Eyck. La policromia de les ales de l'àngel són similars
- La postura i les mans semblen inspirades en aquesta Anunciació de Van Eyck
- La Nativitat de Robert Campin amb qui comparteix el punt de vista elevat
- L'anunciació de Fra Angelico amb l'hortus conclusos
- Maria entre una columna gòtica i una salomònica